# بخش ولدانبورگ
بخش ولدانبورگ یکی از بخش‌های بزل‌کونتری در کشور سوئیس است.